# Oak Grove (paroisse de Carroll Ouest, Louisiane)
Oak Grove est une ville et le siège de la paroisse de Carroll Ouest, dans le nord-est de l'État de la Louisiane, aux États-Unis. La population était de 2174 au recensement de 2000, mais a diminué à 1727 habitants en 2010. Le nom de la ville se traduit littéralement par « bosquet de chênes » en français.

## Géographie
Oak Grove est située à32° 51′ 41″ N, 91° 23′ 21″ O. La Louisiana Highway 2 devient la rue Principale (Main Street) à Oak Grove.
Selon le bureau du recensement des États-Unis, la ville a une superficie totale de 4,5 km2, dont 4,4 km2 sont des terres et le reste, des étendues d'eau.

## Démographie
Selon le recensement de 2000, 2 174 personnes, 792 ménages et 517 familles résidaient dans la ville. La densité de population était de 490,9 personnes par km². Il y avait 894 unités de logement pour une densité moyenne de 201,9 par km². La composition raciale de la ville était la suivante : 69,23 % de Blancs, 29,25 % d'Afro-Américains, 0,51 % d'Amérindiens, 0,14 % d'Asiatiques, 0,28 % d'autres races et 0,60 % de deux races ou plus. Les Hispaniques ou les Latino-Américains, toutes races confondues, représentaient 0,87 % de la population.
Il y avait 792 ménages, dont 31,2 % avaient des enfants de moins de 18 ans vivant avec eux, 42,3 % étaient des couples mariés vivant ensemble, 20,6 % avaient une femme chef de ménage sans mari et 34,6 % étaient hors-famille. 32,3 % de tous les ménages étaient composés de particuliers et 19,4 % comptaient une personne seule âgée de 65 ans ou plus. La taille moyenne des ménages était de 2,46 et celle des familles de 3,12.
Dans la ville, la population était répartie comme suit : 25,7 % de moins de 18 ans, 8,9 % de 18 à 24 ans, 21,8 % de 25 à 44 ans, 19,0 % de 45 à 64 ans et 24,7 % âgés de 65 ans et plus. L'âge médian était de 40 ans. Pour 100 femmes, il y avait 79,1 hommes. Pour 100 femmes de 18 ans et plus, il y avait 67,6 hommes.
Le revenu médian d'un ménage de la ville était de 16 063 $ et celui d'une famille était de 20 729 $. Le revenu médian des hommes était de 22 708 $ contre 14 531 $ pour les femmes. Le revenu par habitant de la ville était de 10 183 $. Environ 33,2 % des familles et 39,4 % de la population vivaient sous le seuil de pauvreté, dont 58,6 % des moins de 18 ans et 21,3 % des 65 ans et plus. 

## Instruction publique
Les écoles publiques sont gérées par le conseil scolaire de la paroisse.
La ville a une école primaire et un high school. Leur mascotte partagée est le tigre. Le football américain est l'un des temps forts de l'automne à Oak Grove. L'équipe des Tigers a d'ailleurs atteint les séries éliminatoires chaque année (sauf une) entre 1979 et 2009.

## Festivals
Chaque année en mars, l'événement musical The North Louisiana Gospel Weekend se tient au Thomas Jason Lingo Community Center à Oak Grove. Le centre communautaire accueille également un festival bluegrass chaque année en avril et en octobre.
En avril 2011, la chambre de commerce de Carroll ouest a lancé le festival de la patate douce de Louisiane pour célébrer une culture populaire dans la paroisse.

## Personnalité liée à la ville
- Ray Marshall, homme politique américain est né à Oak Grove le 22 août 1928;
- Tommy Harper, joueur américain de baseball est né à Oak Grove le 14 octobre 1940;
- Tony Joe White, chanteur-compositeur américain est né à Oak Grove le 23 juillet 1943;
- Vance McAllister, homme d'affaires et homme politique américain est né à Oak Grove le 7 janvier 1974.

## Cinéma Fiske
Le Fiske Theatre, du nom de son premier propriétaire, Donald Fiske, est une salle de cinéma située dans le centre d'Oak Grove en face du palais de justice de la paroisse. C'est le plus vieux cinéma du nord-est de la Louisiane et le dernier à n'avoir qu'un seul écran. Donald Fiske a construit le premier cinéma en 1928. En 1951, il a ouvert le nouveau cinéma actuel, pour lequel il a reçu la "Médaille du Mérite" (Merit Badge) du Exhibitor and Theatre Catalog pour souligner la qualité des installations.
En 2013, le cinéma est sélectionné pour entrer dans le registre national des lieux historiques et y est ajouté le 29 janvier 2014.
Le Démocrate Adam T. Holland est maire de la ville depuis son élection en 2014.

## Galerie photographique

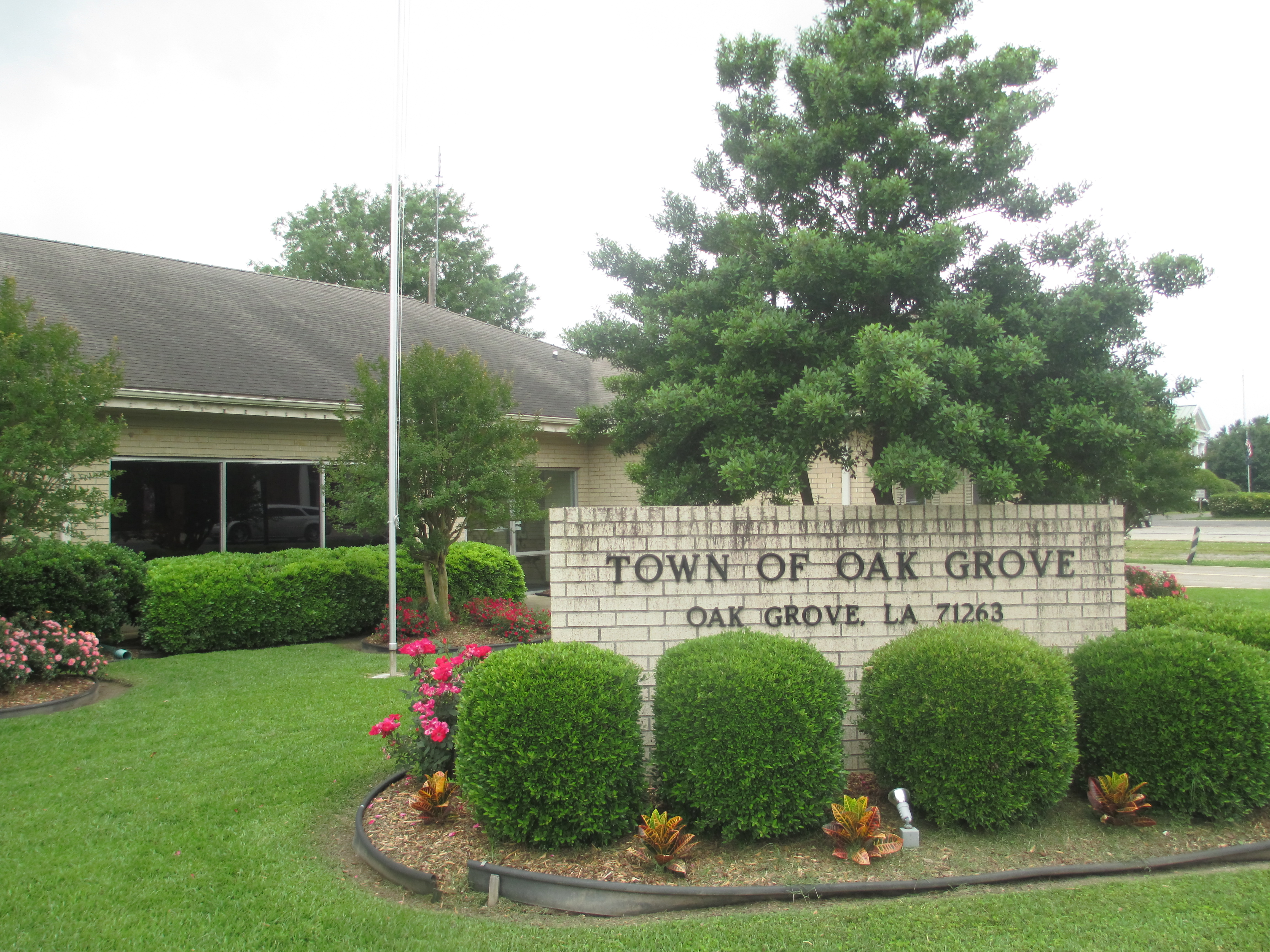
Hôtel de ville
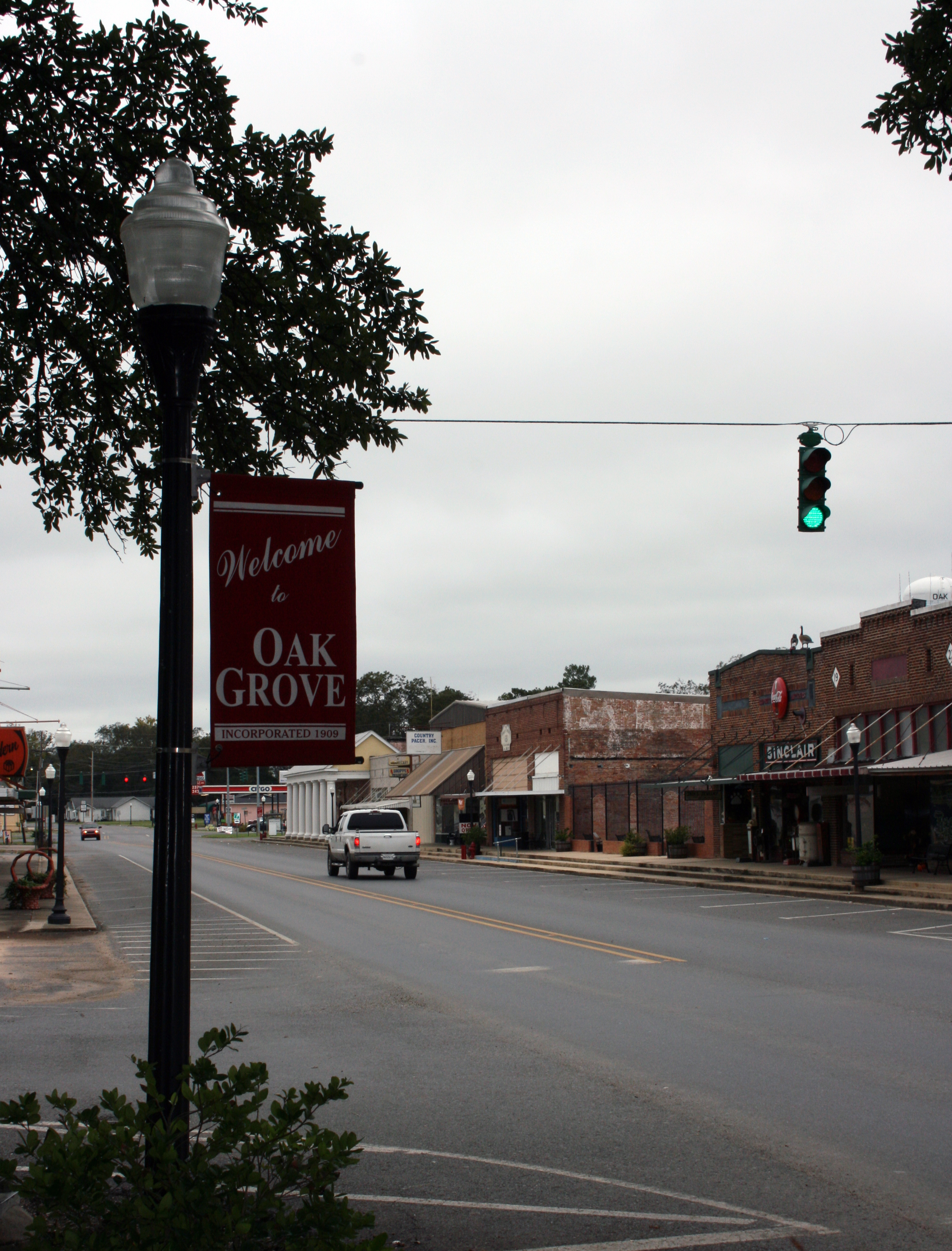
Le centre-ville d'Oak Grove
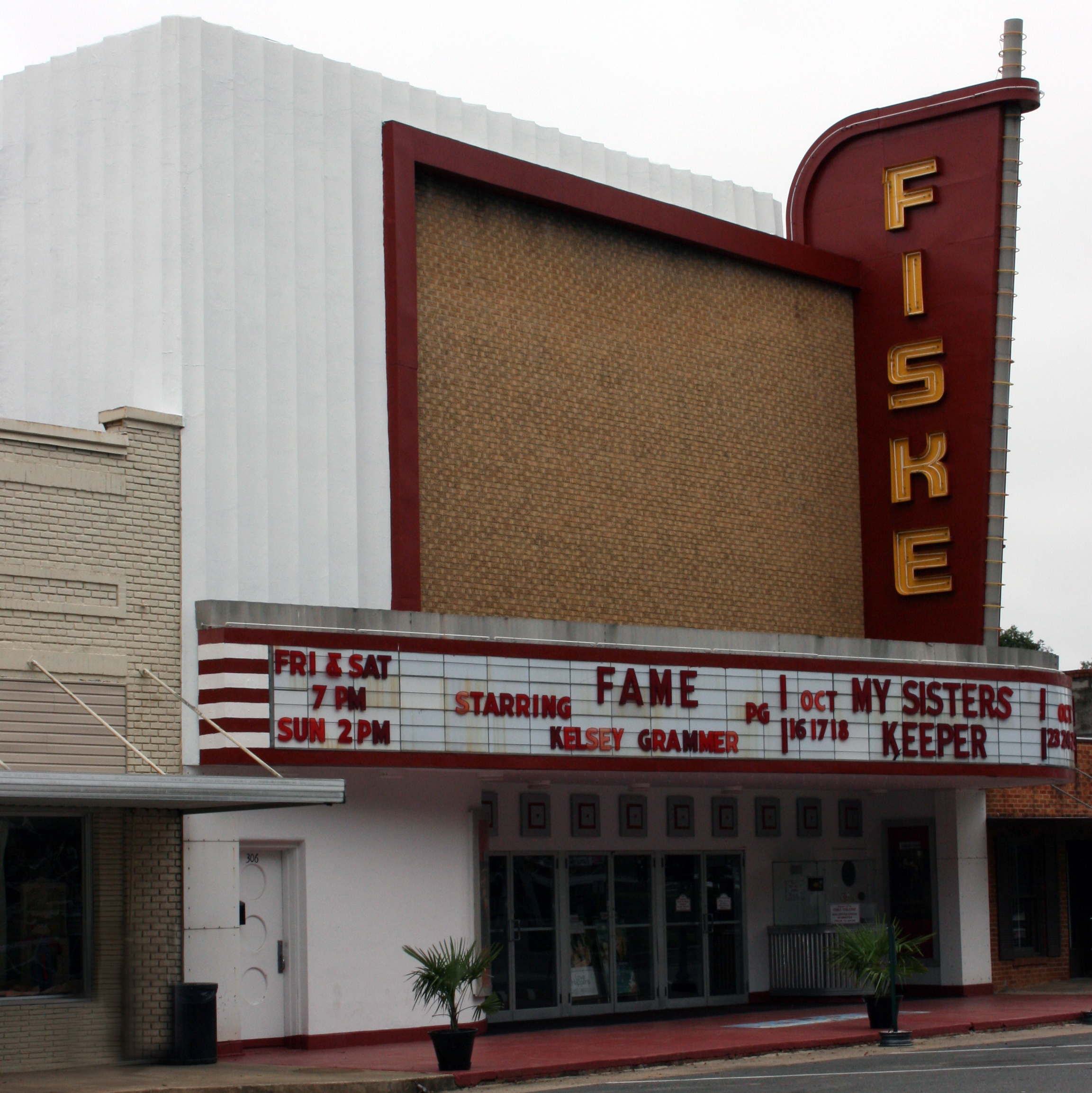
Le cinéma Fiske, au centre-ville